# FK Týnec nad Sázavou
FK Týnec nad Sázavou je český fotbalový klub z Týnce nad Sázavou, založený roku 1932. Své domácí zápasy odehrává na stadionu V Náklí s kapacitou 2000 diváků. Klubové barvy jsou modrá a bílá.

## Historie
Roku 1931 byl v týnecké slévárně založen tovární odbor házené s názvem SKS (sportovní sklub slévárny) JAWA. Na jaře 1932 se oddíl házené přeměnil na fotbalový klub se stejným názvem - SKS JAWA. První fotbalové hřiště bylo zřízeno na dvoře továrny, v místě dnešního továrního parku. Předsedou klubu byl zvolen Antonín Šípek, pracovník odoborů slvárny. Historicky první fotbalové utkání bylo sehráno proti Kamennému Přívozu (později SK Požáry). Týnec v tomto utkání prohrál 10:0. O rok později se fotbalový oddíl přihlásil do soutěže STAK. V prvním domácím zápase proti SK Těpnít zvítězil Týnec 6:2. Celkem bylo sehráno 9 zápasů. Protože se mistrovská soutěž STAK nedohrála, přihlásil se Týnec na podzim 1933 do soutěže ČSAF, ve které sehrál 24 zápasů (bilance: 20 výher, 2 remízy, 2 prohry; skóre 111:32). 1. dubna 1934  bylo na pláni u Jílovské ulice otevřeno nové hřiště, které bylo před jarním kolem 1935 nutné posunout o 50 m západně směrem k Chrástu. V sezoně 1934/1935 hrál klub ve III. třídě, kterou mužstvo vyhrálo a postoupilo do II. třídy, ve které až do sezony 1937/1938 obsazoval Týnec stabilně 7. místo.  Za první týnecké mužstvo hrál v té době František Habásko, který  se následně stal hráčem Slavia Praha. V sezoně 1938/1939 se Týnec umístil na 10. sestupovém místě a do další sezony nastoupil ve III. třídě zbraslavského okrsku. 
V roce 1939 po vyhlášení všeobecné mobilizace byla fotbalová soutěž přerušena a po jejím obnovení se klub dostal do krize, protože přišel o vlastní fotbalové hřiště a celou soutěž odehrál na hřištích soupeřů. Domácí zápasy se hrály na v Kamenném přívoze na hřišti zapůjčeném od SK Požáry. Přátelské zápasy bylo možné hrát na neregulérním hřišti na poli u nádraží. Fotbalové soutěže stagnovaly až do roku 1945, docházelo k reorganizacím soutěží a hrála se převážně přátelská utkání a poháry.  V Poháru Osvoboditelů v roce 1945, po několika vítězných utkáních, los týneckému SK přisoudil prvoligový AC Sparta Praha. Tento zápas byl sehrán v červenci 1945, a to již na vlastím hřišti v Týnci nad Sázavou. Sparta porazila SK Týnec nad Sázavou 13:1. Mimo tento zápas sehrál v poválečném období Týnec dvě utkání s mužstvem Sovětské armády. První zápas vyhrál 9:5, ve druhém podlehl 3:6. Vybrané vstupné bylo odesláno na pomoc rozbombardované Praze.
Zlom přinesl rok 1948, ve kterém Sokol Jawa Týnec nad Sázavou obsadil první příčku v II. třídě a postoupil  do krajsé I.B třídy a následně se probojoval i do kvalifikace pro nově utvořenou celostátní ligu. V kvalifikaci Týnec nad Sázavou vyřadil vítěze Ústeckého kraje OV Podmokly a následně narazil na Dynamo Praha (dnešní SK Slavia Praha). S favoritem soutěže prohrál Týnec domácí zápas 0:4, na hřišti soupeře pak 12:1.
Na počátku 50. let se v týneckém fotbalovém klubu objevila známá jména ze sportovního prostředí, když mužstvo vedli Vlastimil Hajšman (člen hokejové reprezentace ČSR, hráč ATK Praha) a Jaroslav Stumpf (člen fotbalové reprezentace ČSR, hráč Sparty Prahy, Bohemians Praha a Viktorie Žižkov). Hrála se I. B třída a při následné změně struktury soutěží byla v sezoně jaro - podzim 1951 sehrána řada kvalifikačních utkání, ze kterých nakonec vzešel postup do přeboru KNV, od podzimu 1956 přejmenovaného na  I.A třídu. V sezoně 1954 se k týmu se připojil Jaroslav Zahradník (hráč Sparty Praha,  Zbrojovky Brno), který zde zanechal stopu na více než 30 let nejen jako vynikající hráč, ale i jako trenér.
V rámci oslav 25 let kopané v Týnci byl před 1 000 diváky 1. července 1958 sehrán zápas s ligovým mužstvem Dukly Tábor. Týnec podlehl 1:2.
Fotbalový oddíl udržoval stabilní výkony a nadále pokračoval v krajské soutěži I. A třídy až do roku 1965, kdy A mužstvo vedené trenérem Jaroslavem Zahradníkem obsadilo první příčku a postoupilo do Oblastního přeboru. V týmu se začal prosazovat Jaroslav Hřebík (později hráč Viktora Žižkov, Sparta Praha, Dukla Praha, atd.) Dařilo se i B mužstvu, které se stalo přeborníkem okresu, postoupilo do krajské I. B třídy a silné ročníky byly i v mládežnické kategorii pod vedením Jana Knoblocha-Madelona (fotbalový reprezentant ČSR, hráč Sparty Praha) a Jaroslava Šípka.
V létě 1965 se na pozvání Traktor Neugattersleben uskutečnil první zahraniční zájezd do NDR, během kterého odehrál Týnec utkání s kluby Traktor Plötzkau a Traktor Neugattersleben.
Fotbalovému oddílu zúročila dlouhodobě odváděná dobrá práce v sezoně 1970/71, kdy A mužstvo obsadilo první příčku Oblastního přeboru a postoupilo do Divize, ve které se klub úspěšně držel více než desetiletí až do roku 1984. Zápasy pravidelně navštěvovalo kolem tisícovky diváků a do týmu se postupně úspěšně začleňovali i vlastní odchovanci.
Mužstvo sehrálo řadu velkých utkání, například proti reprezentačnímu dorostu ČSR, proti prvoligovému celkem Slavia Praha a několikrát bojovalo i o postup do ligy (sezona 1974/75 – 2. místo divize C; sezona 1975/76 – 3. místo divize C; sezona 1976/77 – 2 místo divize C). Tyto úspěchy podpořily  výstavbu nového fotbalového stadionu V Náklí, který byl slavnostně otevřen 1. máje 1978. 
V osmdesátých letech TJ Jawa Metaz Týnec nad Sázavou soutěžil střídavě v divizi a krajském přeboru, v kádru dostávali příležitosti kluboví odchovanci a výraznější posílení přišlo teprve mezi lety 1984-1986, kdy se hrála naposledy divize. Později následoval sestup do krajského přeboru a krajské I.A třídy.
Na počátku 90. let bylo na výroční schůzi oddílu schváleno odloučení od TJ a klub byl přejmenován na FK Jawa Metaz Týnec nad Sázavou a s vlastními odchovanci mužstvo hrálo v krajské I. A třídě. Teprve v sezoně 1995/96 se posílený kádr usadil v čele soutěže a vybojoval opět postup do krajského přeboru. Zde se usadil po zbytek 90. let. Značně omlazené mužstvo  doplněné o hráče z ligového benešovského dorostu mělo dobré předpoklady, aby soutěž udrželo. Zkušenosti předával brankář Jaroslav Šticha, který se vrátil po letech ze Slavie Praha, hráči s ligovými zkušenostmi Tibor Mičinec a Miroslav Příložný.
V roce 2009 se hlavním sponzorem týmu stala firma Fercom a klub změnil název na FK FERCOM Týnec nad Sázavou. Podpora vydržela do roku 2014, kdy se klub přejmenoval na FK Týnec nad Sázavou a vymanil se z finančních problémů. Klub prodal fotbalové kabiny městu, které do této doby vlastnilo tribuny a hrací plochu. Klub pronajal sociální zařízení pro tábořiště a pohostinství a z nájmu vytvořil základ pro financování chodu družstev dospělých.
Od roku 2018 se FK Týnec nad Sázavou účastní okresního přeboru.

## Seznam soutěží
1933–1934: III. třída 
1934–1938: II. třída 
1938–1942: III. třída 
1942–1948: II. třída
1948–1952: I. B třída 
1952–1956: Přebor KNV 
1957–1965: I. A třída 
1965–1971: Oblastní přebor 
1971–1983: Divize C 
1983–1984: Divize A 
1984–1985: Krajský přebor 
1985–1986: Divize A 
1986–1989: Krajský přebor 
1989–1996: I. A třída 
1996–2003: Oblastní přebor 
2003–2007: I. A třída 
2007–2008: I. B třída 
2008–2014: I. A třída
2014–2018: I. B třída 
2018: Okresní přebor

## Známá jména v klubu
Mezi známá jména, která vychoval zdejší klub nebo figurovala na soupisce týmu patří František Habásko (Slavia Praha), Jaromír Šticha (Slavia Praha, Plzeň, Hradec Králové, České Budějovice), Jaroslav Hřebík (Viktoria Žižkov, Sparta Praha), Jaroslav Zahradník (Sparta Praha), Miroslav Příložný (Slavia Praha, Bohemians Praha), Miroslav Janů (Slavia Praha, Bohemians Praha), Václav Hrdlička (Slavia Praha, Bohemians Praha), atd.

## Historické názvy
1932–1936 SKS JAWA Týnec nad Sázavou (Sportovní klub slévárny Týnec nad Sázavou)
1936–1938 SK JAWA Týnec nad Sázavou  (Sportovní klub Jawa Týnec nad Sázavou)
1938–1947 SK Týnec nad Sázavou  (Sportovní klub Týnec nad Sázavou)
1947–1951 SOKOL JAWA Týnec nad Sázavou
1951–1953 SOKOL JAWA METAZ Týnec nad Sázavou
1953–1954 SPARTAK METAZ Týnec nad Sázavou
1954–1963 SPARTAK JAWA METAZ Týnec nad Sázavou
1963–1968 TJ METAZ Týnec nad Sázavou (Tělovýchovná jednota Metaz Týnec nad Sázavou)
1968–1991 TJ JAWA METAZ Týnec nad Sázavou (Tělovýchovná jednota Jawa Metaz Týnec nad Sázavou)
1991–2000 FK JAWA METAZ Týnec nad Sázavou (Fotbalový klub Jawa Metaz Týnec nad Sázavou)
2000–2009 FK METAZ Týnec nad Sázavou (Fotbalový klub Metaz Týnec nad Sázavou)
2009–2014 FK FERCOM Týnec nad Sázavou (Fotbalový klub Fercom Týnec nad Sázavou)
2014 -        FK TÝNEC NAD SÁZAVOU (Fotbalový klub Týnec nad Sázavou)